# 沖繩自動車道
沖繩自動車道（日语：／ Okinawa jidōshadō */?）是日本沖繩縣名護市至那霸市，總長57.3公里的高速公路（高速自動車國道），同時為日本高速自動車國道中最南端、最西端之路線，一般簡稱為沖繩道（日语：／ Okinawadō */?）。本公路非國土開發幹線自動車道之預定路線，但卻是依據高速自動車國道法第4條第2項所頒布的高速自動車國道路線指定政令內所指定的路線。此外，部分文獻也曾在過去時將沖繩自動車道誤載為快速道路而非高速自動車國道。
高速公路路線編號與那霸機場自動車道共同編為 E58 。

## 概要
正式的起點為許田交流道，但是里程碑與交流道編號則是從終點側的那霸交流道設置和附加（請參考交流道）。這個起終點僅是法定路線上的名義而已，一般上仍以從許田交流道至那霸交流道為上行線、那霸交流道至許田交流道則為下行線。另外，石川交流道 - 那霸交流道通車前並未指定交流道編號，因此標誌上的編號欄並未記載。
通過嘉手納空軍基地與漢森營等駐日美軍設施附近，是連接各設施的主要路線。沿線僅設有英語的道路標誌是其一大特色，與縣外的其他路線所見的英語併記標誌有所不同。

## 交流道
- 全線都位於沖繩縣內。
- 交流道（IC）編號欄的背景色為■顯示該部分道路已經啟用，設施名稱欄的背景色為■顯示該部分設施尚未啟用或已廢除，未通車路段名稱皆為臨時名稱。
- 智能交流道（SIC）以背景色■顯示。
- 巴士站（BS），○為使用中，◆為停用中設施。無標示者為未設置巴士站。

| 交流道 編號 | 中文設施名稱  | 日文設施名稱 | 英文設施名稱 | 接續路線名稱                           | 起點起計距離（公里） | 巴士站 | 備註               | 所在地          | 所在地          | 所在地 |
| ----------- | ------------- | ------------ | ------------ | -------------------------------------- | -------------------- | ------ | ------------------ | --------------- | --------------- | ------ |
| 1           | 那霸IC        |              |              | 沖繩縣道82號那霸糸滿線                 | 0.0                  |        |                    | 那霸市          | 那霸市          |        |
| -           | 那霸TB        |              |              | -                                      | 0.0                  |        | 公路收費站         | 島尻郡 南風原町 | 島尻郡 南風原町 |        |
| 1-1         | 西原JCT       |              |              | E58 那霸機場自動車道                   | 2.4                  |        | 名護方向接續       | 中頭郡 西原町   | 中頭郡 西原町   |        |
| -           | 幸地BS/幸地IC |              |              | -                                      | 4.4                  | ○      | IC預定2024年度啟用 | 中頭郡 西原町   | 中頭郡 西原町   |        |
| 2           | 西原IC        |              |              | 國道330號                              | 5.6                  |        |                    | 浦添市          | 浦添市          |        |
| -           | 琉大入口BS    |              |              | -                                      | 7.2                  | ○      |                    | 宜野灣市        | 宜野灣市        |        |
| -           | 中城PA        |              |              | -                                      | 10.2                 | ○      |                    | 中頭郡          | 中城村          |        |
| 3           | 北中城IC      |              |              | 沖繩縣道29號那霸北中城線               | 12.0                 |        |                    | 中頭郡          | 北中城村        |        |
| 3-1         | 喜舍場BS/SIC  |              |              | 沖繩縣道81號宜野灣北中城線（途經村道） | 13.4                 | ○      | 只限那霸方向入口   | 中頭郡          | 北中城村        |        |
| -           | 山里BS        |              |              | -                                      | 15.2                 | ○      |                    | 沖繩市          | 沖繩市          |        |
| 4           | 沖繩南IC      |              |              | 沖繩縣道85號沖繩環狀線                 | 17.8                 | ○      |                    | 沖繩市          | 沖繩市          |        |
| -           | 池武當BS/IC   |              |              | -                                      | 20.4                 | ○      | IC檢討中           | 沖繩市          | 沖繩市          |        |
| 5           | 沖繩北IC      |              |              | 國道329號                              | 22.9                 | ○      |                    | 沖繩市          | 沖繩市          |        |
| 6           | 石川IC        |              |              | 沖繩縣道73號石川仲泊線                 | 31.4                 | ○      |                    | 宇流麻市        | 宇流麻市        |        |
| 7           | 屋嘉IC        |              |              | 沖繩縣道88號屋嘉恩納線                 | 34.1                 |        | 那霸方向出入口     | 國頭郡          | 金武町          |        |
| -           | 伊藝SA        |              |              | -                                      | 36.7                 |        |                    | 國頭郡          | 金武町          |        |
| 8           | 金武IC        |              |              | 國道329號                              | 39.9                 | ○      |                    | 國頭郡          | 金武町          |        |
| 9           | 宜野座IC      |              |              | 國道329號                              | 48.1                 | ○      |                    | 國頭郡          | 宜野座村        |        |
| -           | 許田TB        |              |              | -                                      | 57.3                 |        | 公路收費站         | 名護市          | 名護市          |        |
| 10          | 許田IC        |              |              | 國道58號                               | 57.3                 |        |                    | 名護市          | 名護市          |        |

## 路線狀況

### 主要隧道
- 喜舍場隧道（215公尺）

### 道路管理者
- 西日本高速公路 九州支社
  - 沖繩高速公路管理事務所 : 全線

### 車道與速限
| 區間                    | 車道數 上下線=上行線+下行線 | 速限   |
| ----------------------- | --------------------------- | ------ |
| 那霸交流道 - 那霸收費站 | 4=2+2                       | 40km/h |
| 那霸收費站 - 許田收費站 | 4=2+2                       | 80km/h |
| 許田收費站 - 許田交流道 | 4=2+2                       | 60km/h |

### 交通量
24小時交通量（台）　道路交通調查
| 区間                              | 平成17（2005）年度 | 平成22（2010）年度 | 平成27（2015）年度 |
| --------------------------------- | ------------------ | ------------------ | ------------------ |
| 那霸交流道 - 西原系統交流道       | 13,359             | 22,940             | 15,699             |
| 西原系統交流道 - 西原交流道       | 30,898             | 65,751             | 51,991             |
| 西原交流道 - 北中城交流道         | 41,304             | 78,471             | 60,038             |
| 北中城交流道 - 喜舍場智慧型交流道 | 37,452             | 72,246             | 54,388             |
| 喜舍場智慧型交流道 - 沖繩南交流道 | 37,452             | 70,491             | 51,901             |
| 沖繩南交流道 - 沖繩北交流道       | 28,105             | 53,614             | 39,241             |
| 沖繩北交流道 - 石川交流道         | 21,365             | 41,701             | 29,639             |
| 石川交流道 - 屋嘉交流道           | 20,400             | 40,240             | 27,782             |
| 屋嘉交流道 - 金武交流道           | 18,342             | 36,029             | 24,485             |
| 金武交流道 - 宜野座交流道         | 16,247             | 29,591             | 20,669             |
| 宜野座交流道 - 許田交流道         | 14,318             | 26,090             | 17,742             |

（出典：「平成22年度道路交通調查 （页面存档备份，存于）」・「平成27年度全國道路・街路交通情勢調査 （页面存档备份，存于）」（自國土交通省網頁摘取資料作成）
2002年度 區間別平日平均交通量（台）
- 許田交流道 - 那霸交流道（區間平均） : 23,910（前年度比105.6%）
  - 最大（沖縄南交流道 - 北中城交流道） : 35,419（前年度比104.8%）
  - 最小（許田交流道 - 宜野座交流道） : 15,144（前年度比107.5%）

## 地理

### 通過市町村
- 沖繩縣
  - 名護市 - 國頭郡宜野座村 - 名護市 - 國頭郡宜野座村 - 國頭郡金武町 - 宇流麻市 - 沖繩市 - 中頭郡北中城村 - 中頭郡中城村 - 宜野灣市 - 中頭郡西原町 - 浦添市 - 中頭郡西原町 - 島尻郡南風原町 - 那霸市

### 連接高速公路
- E58 那霸機場自動車道（於西原系統交流道連接）

## 相片集

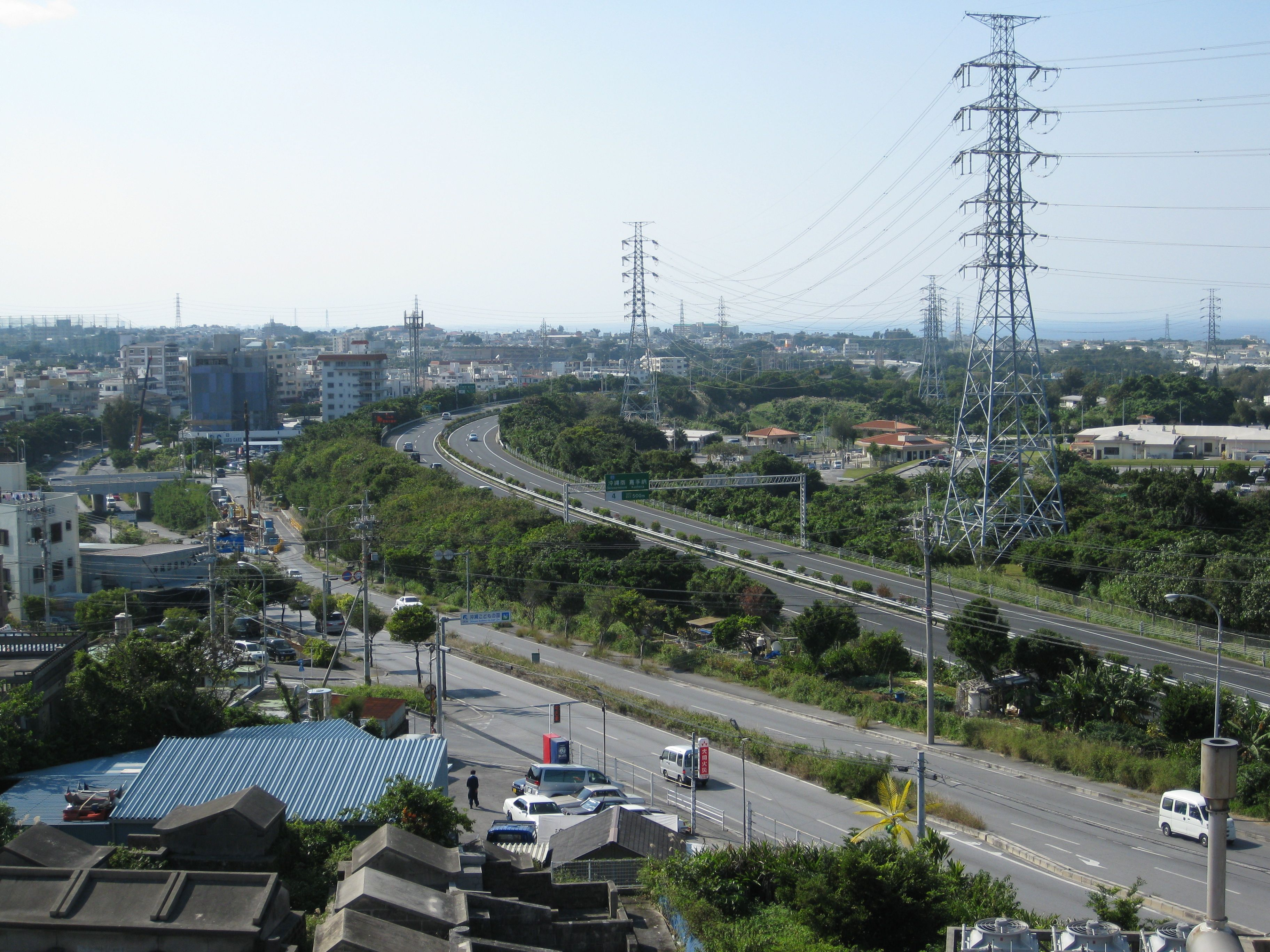
沖繩南交流道附近
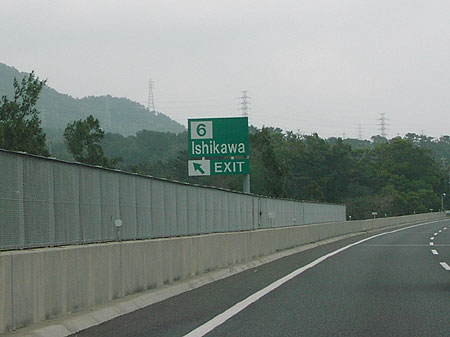
沖繩自動車道特徵，僅有英語表示的道路標誌（石川交流道附近）

## 相關項目
- 高速公路
- 日本高速公路
- 高速自動車國道
- 九州地方道路列表

## 外部連結
- 独立行政法人 日本高速道路保有、債務返濟機構 （页面存档备份，存于）
- NEXCO西日本 （页面存档备份，存于）